# ルリヤテクニック
ルリヤテクニック (the Luria-Technic) は、旧ソビエト連邦の心理学者ルリヤが用いた試験法。1930年に「人間における実験的葛藤」（コルニーロフ監修『現代心理学の諸問題』所収、モスクワ）の中で発表。<共軛運動法>と呼ばれる方法。情緒的葛藤と運動反応の関係についての実証的研究の過程で、強い情緒が安定した自動的運動反応や言語反応の形成を妨害することを解明した。この方法は、さらに、言語の行動調節に関する研究にも応用され、嘘発見器の初期のモデルともなった。